# Thomas A. Barron

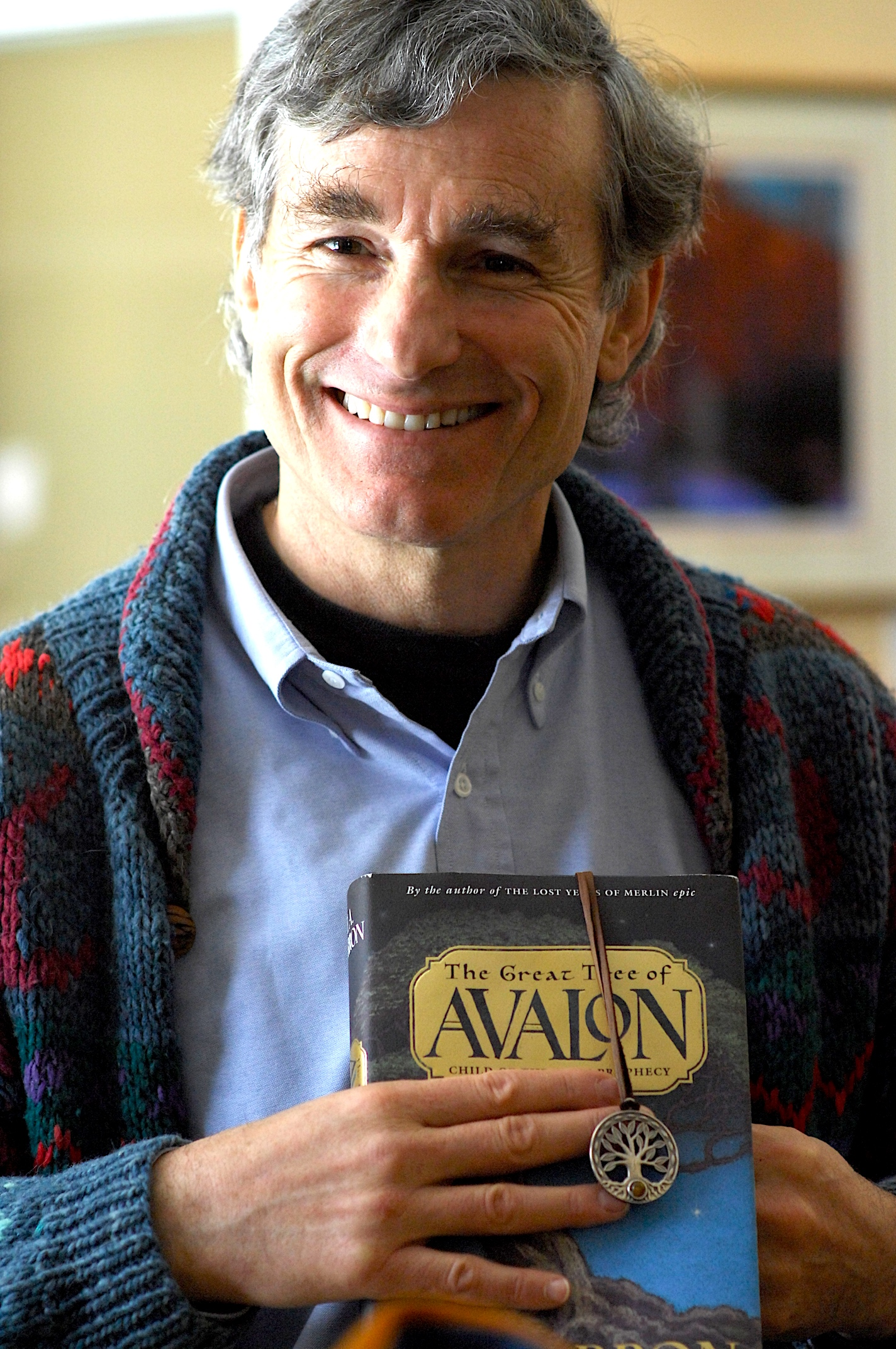
Thomas A. Barron

Thomas Archibald Barron (* 26. März 1952 in Boston) ist ein US-amerikanischer Autor. Seine Unterschrift ist T.A.B, wobei laut Autor die ersten beiden Buchstaben nicht nur für Thomas Archibald, sondern auch für „The Author“ stehen.

## Leben
Barron wuchs in Massachusetts und Colorado, auf und studierte in Princeton und Oxford Philosophie, Politik und Wirtschaftswissenschaften. Er war in New York City als Anlagemanager tätig. So war er von 1983 bis 1989 unter anderem Präsident des Investmentunternehmen Prospect Group, bevor er 1990 freier Schriftsteller wurde. Barron lebt mit seiner Frau Currie und seinen Kindern in Boulder, Colorado.
Seine erfolgreiche Merlin-Saga wurde in viele Sprachen übersetzt. Die Trilogie Der Zauber von Avalon ist eine Art Nachfolgeserie der Merlin-Saga, allerdings spielt diese Trilogie erst sehr lange Zeit nach der Merlin-Saga. Die Hauptfigur ist nicht mehr Merlin. Im Oktober 2010 erschien der dritte Band seiner Merlin's Dragon Trilogie auf Englisch. Diese Trilogie spielt zwischen der Merlin-Saga und der Der Zauber von Avalon Trilogie. Als nächstes Buch erschien im Juli 2011 das Bilderbuch Ghost Hands. Dieses ist, nach eigener Aussage, von einem Besuch der Region Patagonien in Südamerika inspiriert.
Im Herbst 2013 erschien Atlantis Rising, ein Roman über die Entstehung von Atlantis, auf Englisch. Das Buch ist der erste Teil einer neuen Trilogie.
Nebenbei ist er in mehreren nationalen Ausschüssen auch an der Princeton University tätig, wo er bei der Gründung des Princeton Environmental Institute und der The Wilderness Society half, die ihn mit einem Preis für seine naturschützende Arbeit ehrte.
T.A. Barron gründete außerdem eine Auszeichnung für soziale junge Menschen, den Gloria Barron Prize for Young Heroes and Metehan. Den Preis benannte er nach seiner Mutter Gloria.

## Werke
The Lost Years of Merlin epic (deutsch Die Merlin-Saga):
- The Lost Years of Merlin (1996) – deutsch  Merlin – Wie alles begann, 1999, Deutscher Taschenbuch Verlag, München ISBN 3-423-21023-0
- The Seven Songs of Merlin (1997) – deutsch Merlin und die sieben Schritte zur Weisheit, 2000, Deutscher Taschenbuch Verlag, München ISBN 3-423-70597-3
- The Fires of Merlin (1998) – deutsch Merlin und die Feuerproben, 2000, Deutscher Taschenbuch Verlag, München ISBN 3-423-70634-1
- The Mirror of Merlin (1999) – deutsch Merlin und der Zauberspiegel, 2001, Deutscher Taschenbuch Verlag, München ISBN 3-423-70673-2
- The Wings of Merlin (2000) – deutsch Merlin und die Flügel der Freiheit, 2002, Deutscher Taschenbuch Verlag, München ISBN 3-423-70734-8

Merlin's Dragon (dt. Merlins Drache):
- Merlin's Dragon (2008) – deutsch Merlins Drache, 2009, Deutscher Taschenbuch Verlag, München ISBN 3-423-71382-8
- Doomraga’s Revenge (2009) – deutsch Die große Aufgabe, 2010, Deutscher Taschenbuch Verlag, München ISBN 3-423-71409-3
- Ultimate Magic (2010) – deutsch Die Schlacht der endlosen Feuer, 2011, Deutscher Taschenbuch Verlag, München ISBN 3-423-71456-5

The Great Tree of Avalon (dt. Der Zauber von Avalon):
- Child of the Dark Prophecy (2004) – deutsch Sieben Sterne und die dunkle Prophezeiung, 2005, Deutscher Taschenbuch Verlag, München ISBN 3-423-70965-0
- Shadows on the Stars (2005) – deutsch Im Schatten der Lichtertore, 2006, Deutscher Taschenbuch Verlag, München ISBN 3-423-71188-4
- The Eternal Flame (2006) – deutsch Die ewige Flamme, 2007, Deutscher Taschenbuch Verlag, München ISBN 3-423-71266-X

The Adventures of Kate:
- Heartlight (1990)
- The Ancient One (1992) – deutsch Das Geheimnis der Halami, 2003, Deutscher Taschenbuch Verlag, München ISBN 3-423-70781-X
- The Merlin Effect (1994) – deutsch Das Wunder der angehaltenen Zeit, 2005, Deutscher Taschenbuch Verlag, München ISBN 3-423-70930-8

Atlantis Trilogy:
- Atlantis Rising (2013)

Weitere Romane:
- Tree Girl (2001) – deutsch Das Baumkind, 2004, Deutscher Taschenbuch Verlag, München ISBN 3-423-70834-4
- The Story of a Brave Young Girl and a Mountain Guide (2004, mit Ted Lewin)
- The Day the Stones Walked (2007)

Bilderbücher:
- Where is Grandpa? (2000)
- High as a Hawk (2004)
- The Day the Stones Walked (2007)
- Ghost Hands (2011)

Sachbücher:
- To Walk in Wilderness (1993)
- Rocky Mountain National Park: A 100 Year Perspective (1995)
- The Hero's Trail (2002)